# ロヨラ大学
ロヨラ大学（ロヨラだいがく、Loyola University Chicago）はアメリカ合衆国、イリノイ州シカゴにある私立大学。

## 概略
1870年設立のキリスト教カトリックのイエズス会系の私立大学である。大学名はイエズス会創立者・初代総長のイグナチオ・デ・ロヨラにちなむ。大学の本部をシカゴに置いている。男子修道会設立の大学ゆえに創立当時は男子のみだったが、1914年に共学となり現在では、学部生の63.2％は女性である。約15000人の大学生・大学院生が学び、卒業生・修了生は15万人に上る。6つのキャンパスを有しており、ローマにも1962年に分校を開いている。

## ランキング
- US News 全米大学ランキング：101位[1]
- QS 世界ランキング：601-650位[3]

## 著名な出身者
- 鳥居正男－日本実業家、元ベーリンガーインゲルハイム日本法人社長、元エスエス製薬社長、ノバルティス日本法人社長
- 矢野祥－米国史上最年少で医師になったギフテッド
- エド・ダーウィンスキ－米国軍人、アメリカ合衆国退役軍人長官
- グレッグ・ケリー－米国実業家、弁護士。前日産自動車代表取締役
- マイケル・スコフィールド－テレビドラマ『プリズン・ブレイク』の主人公。

## メディア
米国ドラマ、プリズン・ブレイクの主人公のマイケル・スコフィールドが卒業した大学がロヨラ大学シカゴの設定である。